# 齐云山蝇子草
齐云山蝇子草（学名：Silene qiyunshanensis）是石竹科蝇子草属的植物，为中国的特有植物。其种加词“qiyunshanensis”意为“江西齐云山的”。分布于中国大陆的安徽等地，生长于海拔400米的地区，常生于林缘多砾石的坡地，目前尚未由人工引种栽培。